# Xalet refugi Pere Carné
Xalet refugi Pere Carné és un refugi de muntanya situat al municipi d'Alp, a la comarca de la Baixa Cerdanya.
Es tracta d'un refugi de muntanya situat a 1.490 metres d'altitud, a la Molina, al barri del Sitjar, a tocar de les pistes d'esquí. La seva inauguració es produí el 6 de novembre de 1955 per l'Agrupació Excursionista Terra i Mar de Sabadell, entitat que l'any 1970 passà a constituir la Unió Excursionista de Sabadell (UES). L'any 1987 la UES batejà el refugi amb el nom de 'Pere Carné', en honor soci fundador de l'Agrupació Excursionista Terra i Mar (TIM), promotor i mecenes del refugi, Pere Carné Serra, qui fou president de l'entitat entre els anys 1937 i 1939, i entre 1958 i 1960, a més d'un actiu dinamitzador d’activitats com l'escalada, el senderisme i l'esquí. L'abril del 2002 el refugi passà a mans privades, però mantingué el nom original. Disposa de seixanta places i és base per a la pràctica de l'esquí i l'excursionisme per les muntanyes de la Cerdanya. Segons el suplement 'Viajar' del diari El Periódico aquest xalet refugi és considerat com un dels deu millors hotels d'esquí a peu de pista.